# معسكر أسرى الحرب

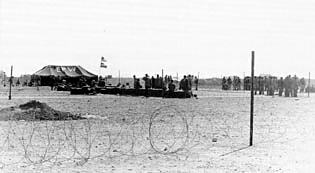
معسكر اعتقال أسرى عراقيين خلال حرب الخليج

معسكر أسرى الحرب هو معسكر اعتقال لأسرى دول عدوة خلال الحرب.

## معسكرات الحرب حسباتفاقية جنيف الثالثة
تنص المادة السابعة عشرة من اتفاقية جنيف الثالثة على أن يكون موقع المعسكر في منطقة آمنة وعلى بعد كافي من منطقة قتال، بحيث لا يتعرض أسرى الحرب للخطر كما لا يجب أن يقع في منطقة تهدد بيئتها صحة أسرى الحرب. يحظر أيضا بحسب المادة الثانية والعشرين إسكان أسرى الحرب في سجون إذ يجب إسكان أسرى الحرب بطريقة تحميهم من مظاهر الحرب، وخصوصا من القصف الجوي. يجب أن تعلّم البنايات بحرفي PW التي تعني (prisoner of war) أو بحرفي PG وتعنيان باللغة الفرنسية أسير حرب (prisoner de guerre) بحيث يكونان مرئيان من الجو. يجب أن يقيم أسير الحرب في بنايات تحترم نفس العايير التي يقيم فيها الآسِر. تنص المادة 25 بفصل النساء والرجال وإسكان الأسيرات في مكان منفصل عن الرجال.
تتطلب المادة التاسعة والثلاثين من اتفاقية جينيف الثالثة على معرفة السجناء بحقوقهم فالمادة 41 تتطلب أن يُعلق النص الكامل للاتفاقية، بلغة الأسرى، في المعسكر. تنص الاتفاقية كذلك على إلمام الآسر بقوانين اتفاقية جينيف الثالثة وتقول المادة التاسعة والثلاثينا أن يكون لقائد المعسكر نسخة من الاتفاقية.
عند وصول أسير جديد إلى المعتقل يقوم بتعبئة «بطاقة أسر» والغرض منها معلرفة الأشخاص الموجودين في المعسكر من قبل الآسر كما تمكن أن يعرف أقرب قريب لأسير عن صحته.لا يستطيع الآسر أن يطلب من الأسير إلا معرفة اسمه وتاريخ ميلاده وحراسه ورقم الهوية العسكرية.
يجب أن تتوفر في المعتقل الخدمة الطبية للأسرى. فالمادة الثالثة والثلاثين من اتفاقية جنيف الثالثة تنص على وجود عيادة في المعسكر يوجد فيها أفراد طبيون مؤهلون أو أشخاص مدربون طبياً. إذا وجد بين أسرى الحرب أفراد طبيون، فعليهم العمل في المرفق الطبي.

## مصدر
1. 1 2 3 4 5  معسكرات أسرى الحرب من موقع جرائم الحرب (تم التصفح في 30 جوان 2007) نسخة محفوظة 09 مايو 2011 على موقع واي باك مشين.